# Sato Junji
Junji Sato (sinh ngày 4 tháng 2 năm 1975) là một cầu thủ bóng đá người Nhật Bản.

## Sự nghiệp câu lạc bộ
Junji Sato đã từng chơi cho Montedio Yamagata.